# Wittelsbacher Höhe
Die Wittelsbacher Höhe (auch Wittach) ist mit 539 m der höchste Punkt der Gemeinde Markt Schwaben (Landkreis Ebersberg, Bayern, Deutschland). Sie liegt am südlichen Ortsrand, westlich der Anzinger Straße. Auf die Anhöhe führt der Johann-Mittermeier-Weg, der bei der Ecke Wallbergstraße/Wittelsbacherweg beginnt. Der nördliche Teil ist nicht für die Öffentlichkeit zugänglich. Hier befinden sich seit 1925 zwei Wasserhochbehälter und eine Antennenanlage. Daneben steht das Hauptkreuz auf einem ausgebauten Aussichtspunkt. Am Südende der Anhöhe liegt ein Wäldchen, in dem sich ein weiteres Wegkreuz und eine kleine Bank befindet.
Bis 1960 befand sich an der Höhe die Mülldeponie von Markt Schwaben. Häufige Brände sorgten für eine häufige Geruchsbelästigung. Dies endete, als man sich entschloss, den Müll auf die Kreisdeponie zu bringen.
Die Wittelsbacher Höhe ist eine Endmoräne des Inn-Gletschers, die in der Riß-Kaltzeit (etwa vor 220.000 bis 120.000 Jahren) entstand.

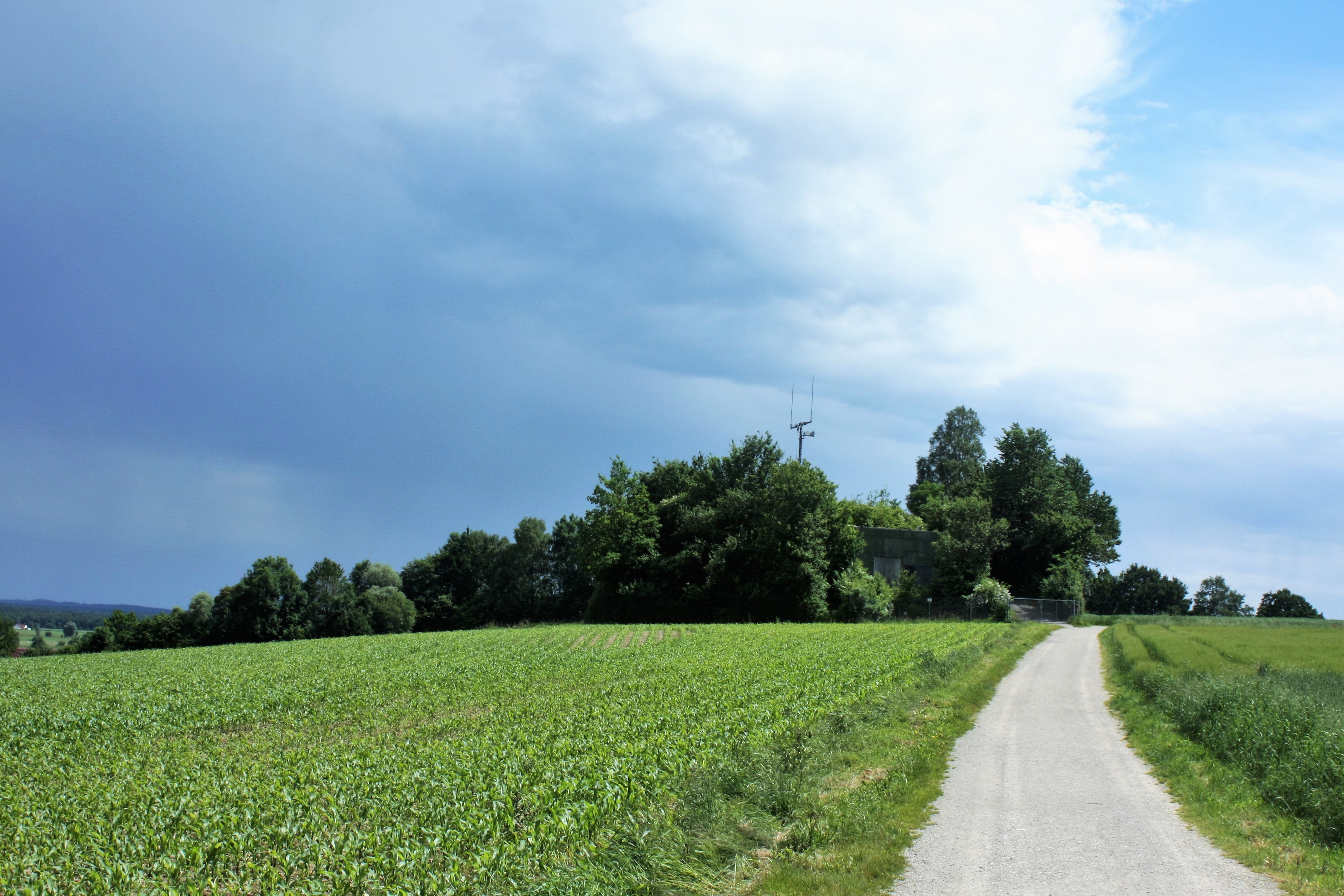
Blick von Norden
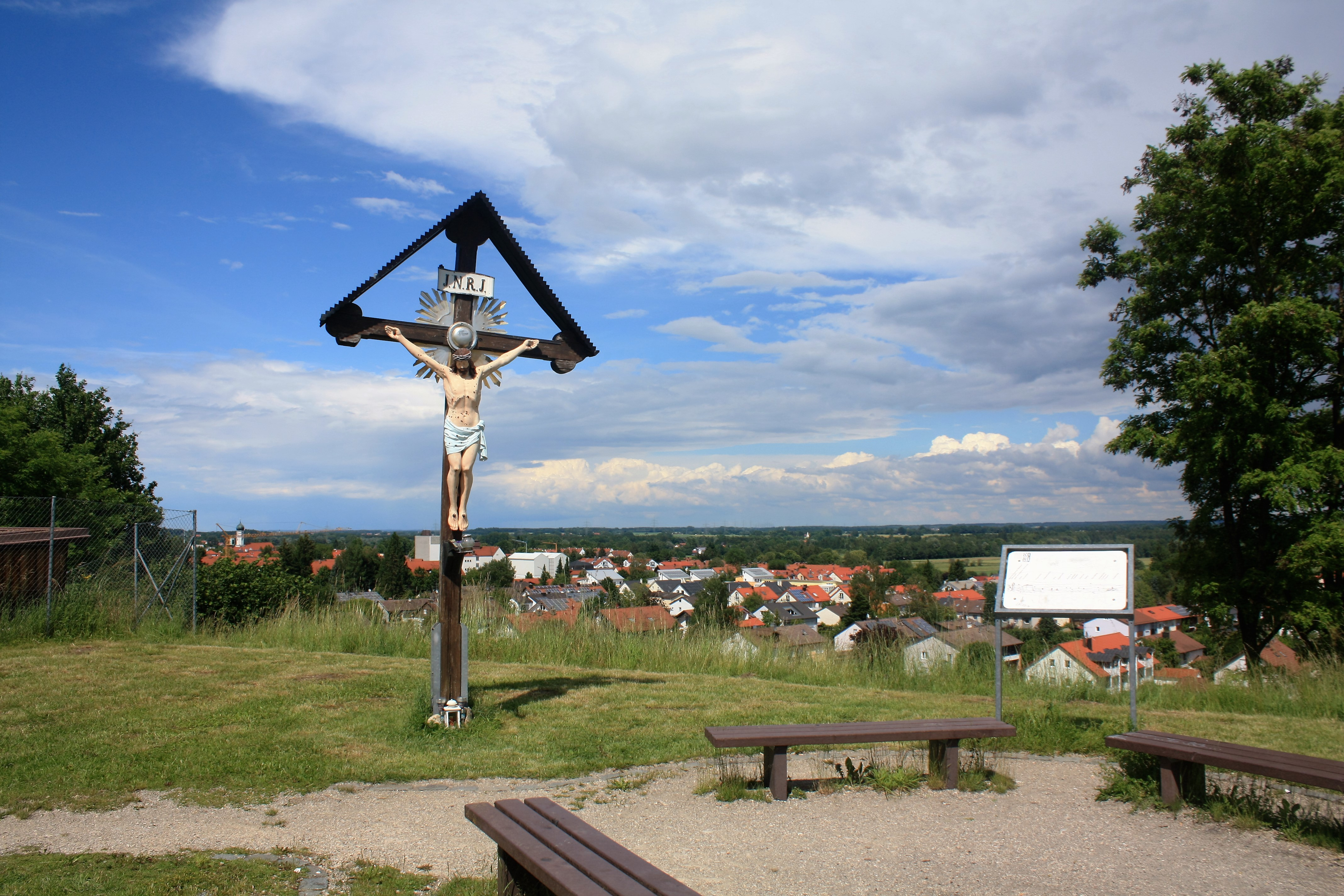
„Gipfelkreuz“
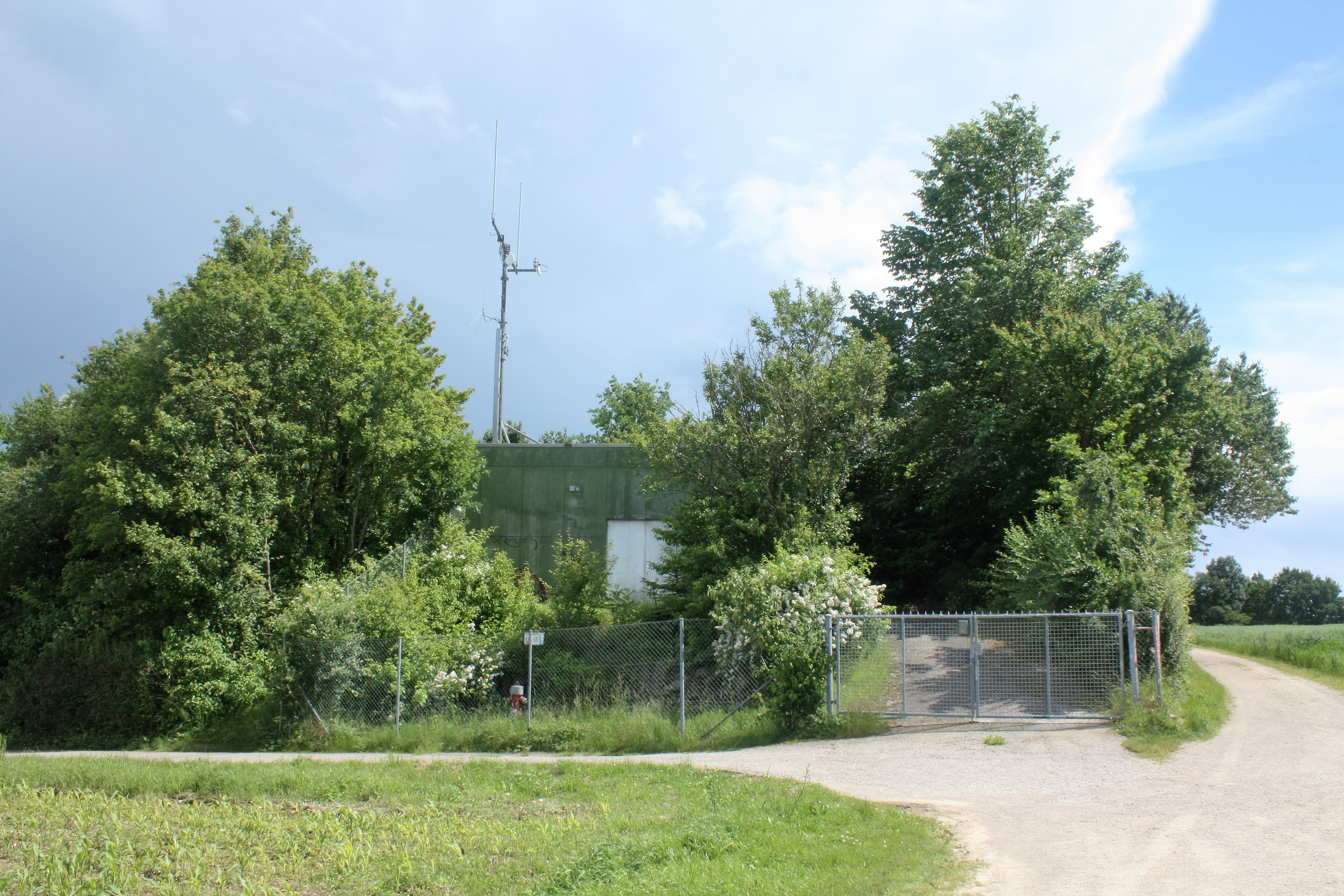
Der Wasserhochbehälter und die Antennenanlage
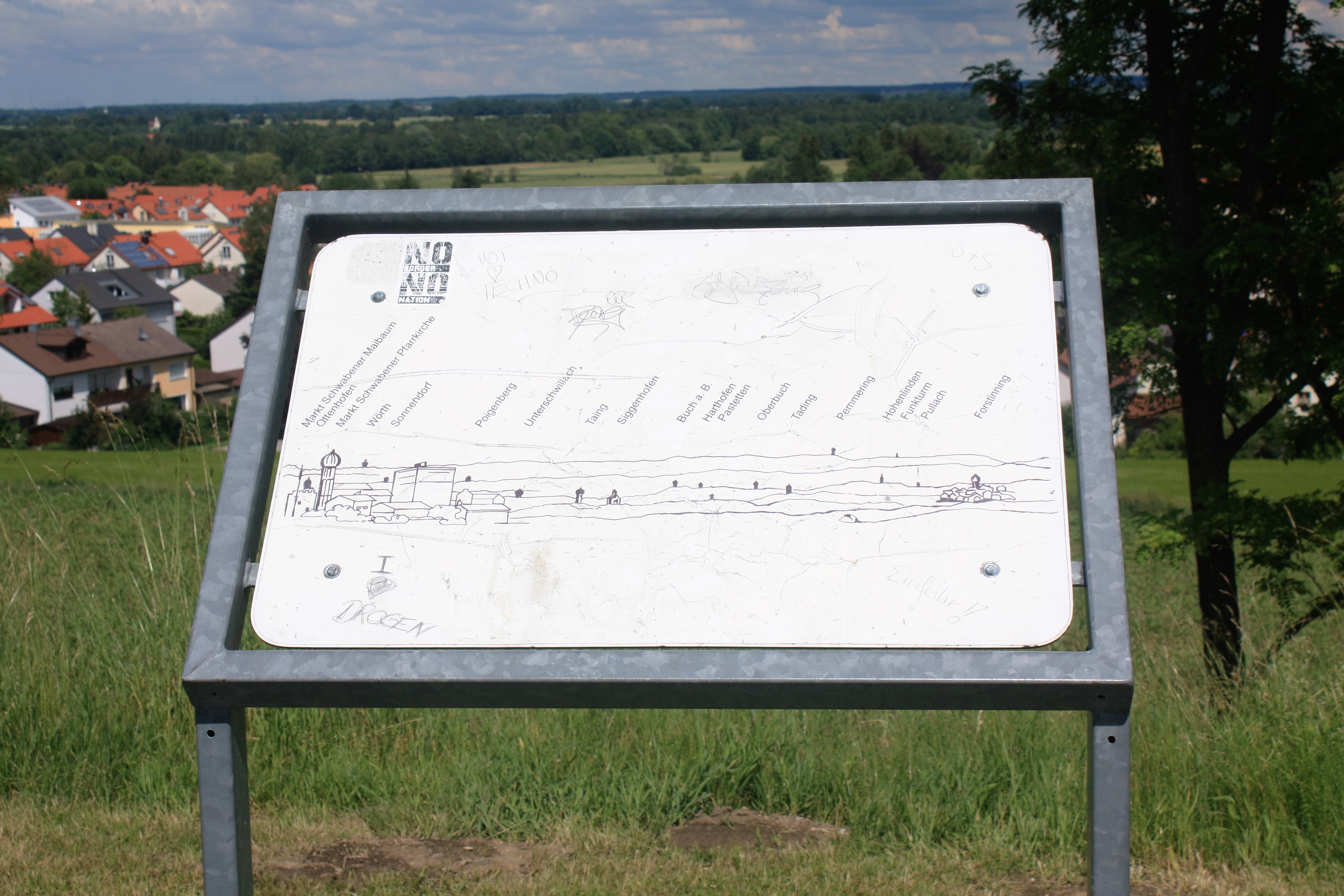
Infotafel
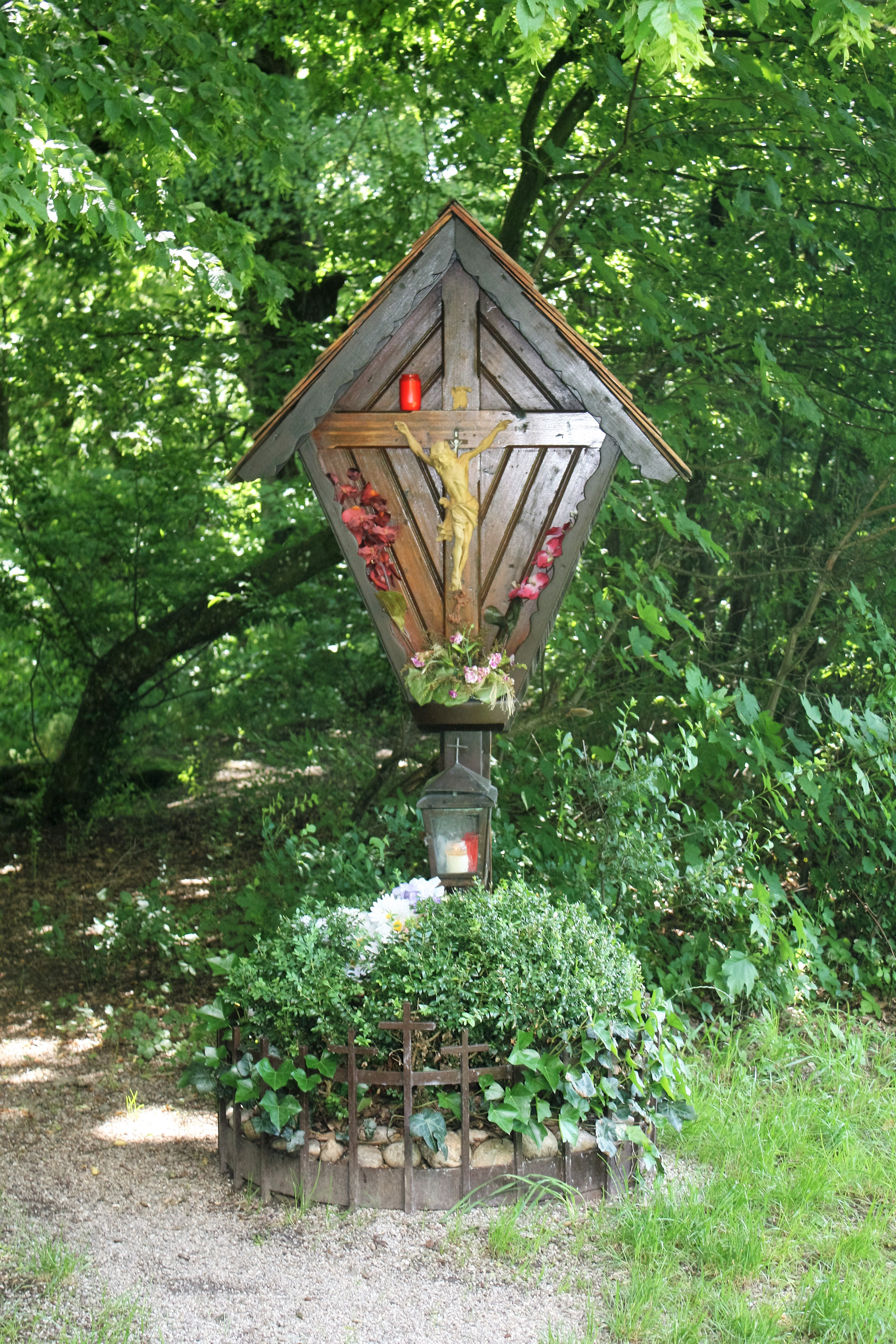
Wegkreuz, südlich von der Anhöhe